# أليكس بالمر
أليكس بالمر (بالإنجليزية: Alex Palmer)‏ هو لاعب كرة قدم بريطاني في مركز حراسة المرمى، ولد في 10 أغسطس 1996 في Kidderminster ‏ في المملكة المتحدة. لعب مع نادي كيدرمينستر هاريرز لكرة القدم.

## وصلات خارجية
- أليكس بالمر على موقع قاعدة بيانات كرة القدم.إي يو (الإنجليزية)
- أليكس بالمر على موقع Soccerway.com (الإنجليزية)
- أليكس بالمر على موقع عالم كرة القدم.نت (الإنجليزية)